# Кряжи
Кряжи́ — деревня в Павловском районе Нижегородской области. Входит в состав Варежского сельсовета.

## История
Деревня впервые упоминается в писцовых книгах 1628-30 годов, в ней было 14 дворов крестьянских и 5 пустых.
В конце XIX — начале XX века деревня входила в состав Варежской волости Муромского уезда Владимирской губернии, с 1926 года — в составе Арефинской волости. В 1859 году в деревне числилось 47 дворов, в 1905 году — 38 дворов, в 1926 году — 61 дворов.
С 1929 года деревня являлась центром Кряжевского сельсовета Павловского района Горьковского края, с 1936 года — в составе Горьковской области, с 1954 года — в составе Варежского сельсовета.

## Население
| 1859 | 1905 | 1926 | 2002 | 2010 |
| ---- | ---- | ---- | ---- | ---- |
| 362  | ↘109 | ↗292 | ↘198 | ↘161 |